# Neromia pulvereisparsa
Neromia pulvereisparsa är en fjärilsart som beskrevs av George Francis Hampson 1896. Neromia pulvereisparsa ingår i släktet Neromia och familjen mätare. Inga underarter finns listade i Catalogue of Life.